# Delft

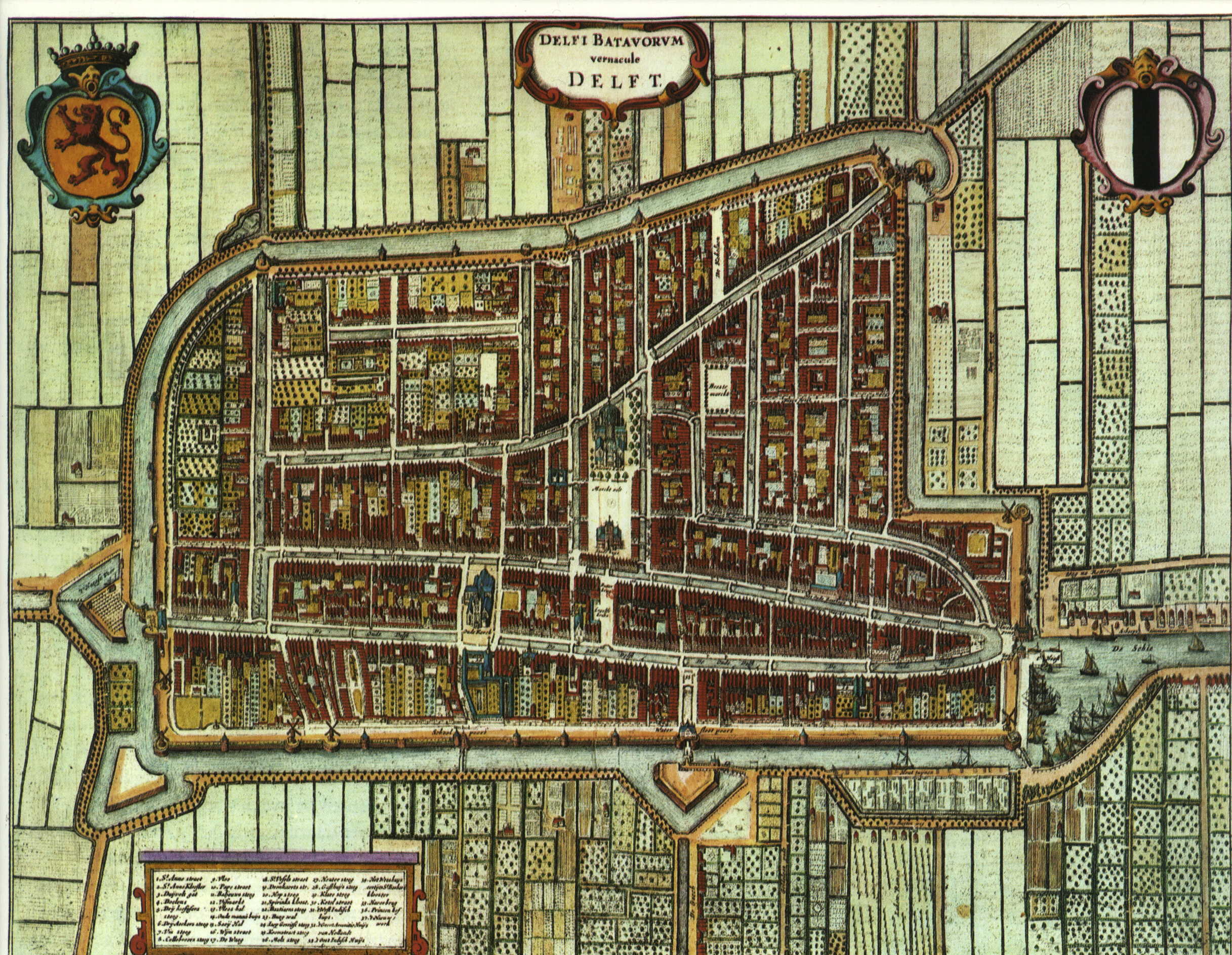
Delft 1652-ben

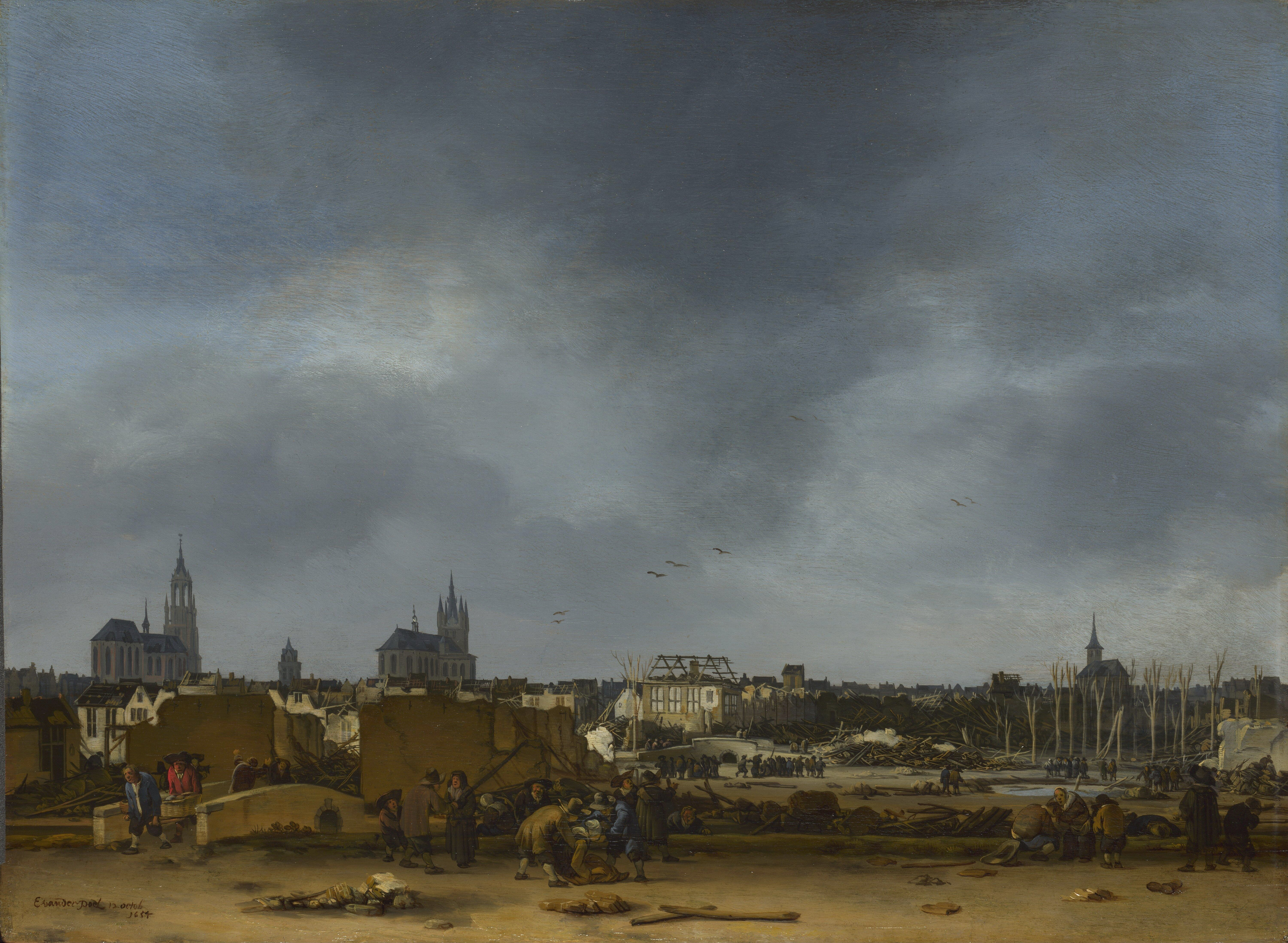
Egbert van der Poel
Delft látképe az 1654-es robbanás után

Delft ősi város és egyben község, azaz alapfokú közigazgatási egység Hollandia, Dél-Holland tartományában. Rotterdam és Hága között épült. Sok csatornájával tipikus holland város. Híres szülötte Jan Vermeer van Delft, híres terméke a helytelenül porcelánnak, illetve kékporcelánnak nevezett delfti fajansz (Delftware), amiről a „a fajansz városának” is nevezik. Itt ölték meg I. Orániai Vilmost. Lakosainak száma 109 435 fő (2023. november 1.).

## Történelme
A település a 13. században lett város, városi levele 1246-ban kelt.
Delft a középkori Németalföld egyik vezető városa volt. A Holland Kelet-indiai Társaság hajói innen indultak útnak.
Kapcsolata az Orániai-házzal akkor kezdődött, amikor I. Orániai Vilmos (a Hallgatag Herceg) 1572-ben ide helyezte székhelyét. Vilmos vezette a spanyolok ellen vívott függetlenségi háborút. Vilmost 1584-ben a delfti Prisenhof udvarán gyilkolta meg Balthazar Gerards. A herceget Vilmost az Újtemplomban temették el, mivel a család temetkezési helye Bredában spanyol kézen volt; ezután ide temették az Orániai-ház többi tagját is.

### A delfti lőporrobbanás
A delfti lőportár 1654. október 12-én robbant fel. A Doelenkwartier kerületben épült raktárban mintegy 30 tonna puskaport tároltak. A hatalmas robbanás akkor következett be, amikor Cornelis Soetens, a raktár őrzője kinyitotta az ajtót, hogy ellenőrizzen egy adag lőport.
Szerencsére sok polgár éppen a hágai vásáron, illetve a schiedami piacon volt, de így is több mint száz ember halt meg, köztük Carel Fabritius festő is; ezrek sebesültek meg. A robbanás után Egbert van der Poel több képet is festett a városról.

## Kultúrája
Jan Vermeer van Delft (1632–1675) festő Delftben született, szinte egész életét a városban élte le. Delft városképét két képén is megörökítette.
Delftben éltek és alkottak más híres festők is:
- Pieter de Hooch,
- Carel Fabritius,
- Nicolaes Maes,
- Gerard Houckgeest,
- Hendrick Corneliszoon van Vliet.

Ők az úgynevezett delfti iskola tagjai voltak.
A Delfti Műszaki Egyetemet 1863-ban alapították.

## Gazdasági élete
Delft híres a kék kerámiájáról. A delfti fajanszot a 17. században fejlesztették ki a kínai porcelán pótlására. Németalföld több városában is gyártották, de Delftről kapta a nevét. A gyártás fénykora a 17-18. században volt; a 18. század közepe, a meisseni porcelángyár termelésének felfutása óta jelentősége csökkent, de még mindig jelentős.
Modern iparágak:
- szénhidrogén-kitermelés,
- textilipar,
- gépipar,
- élelmiszeripar;

ez utóbbi a környék mezőgazdaságán alapul; ez a vidéket hívják „Hollandia zöldségeskertjének”.

## Látnivalói
- Ótemplom (Oude Kerk), 14. századi;
- Újtemplom (Nieuwe Kerk), késő gótikus bazilika (1383–1476);
- Prinsenhof, ma városi múzeum
- késő gótikus és reneszánsz lakóházak (16–17. század)
- Városháza (1300 körül)
- Fajanszmúzeum: A fajanszgyár bemutatótermének tárlóiban a használati tárgyakat: vázákat, tálakat, gyertyatartókat, kávéskészleteket állították ki. Körben a falakat fajansz mozaikképek díszítik, a szegletekben hatalmas padlóvázák, cserépkályhák állnak, a szobrokat pedig állványokon helyezték el.

## Háztartások száma
Delft háztartásainak száma az elmúlt években az alábbi módon változott:
| Háztartások száma | 52 439 | 53 644 | 54 712 | 55 427 | 56 016 | 56 998 |
|                   | 2010   | 2011   | 2012   | 2013   | 2014   | 2015   |

## Galéria

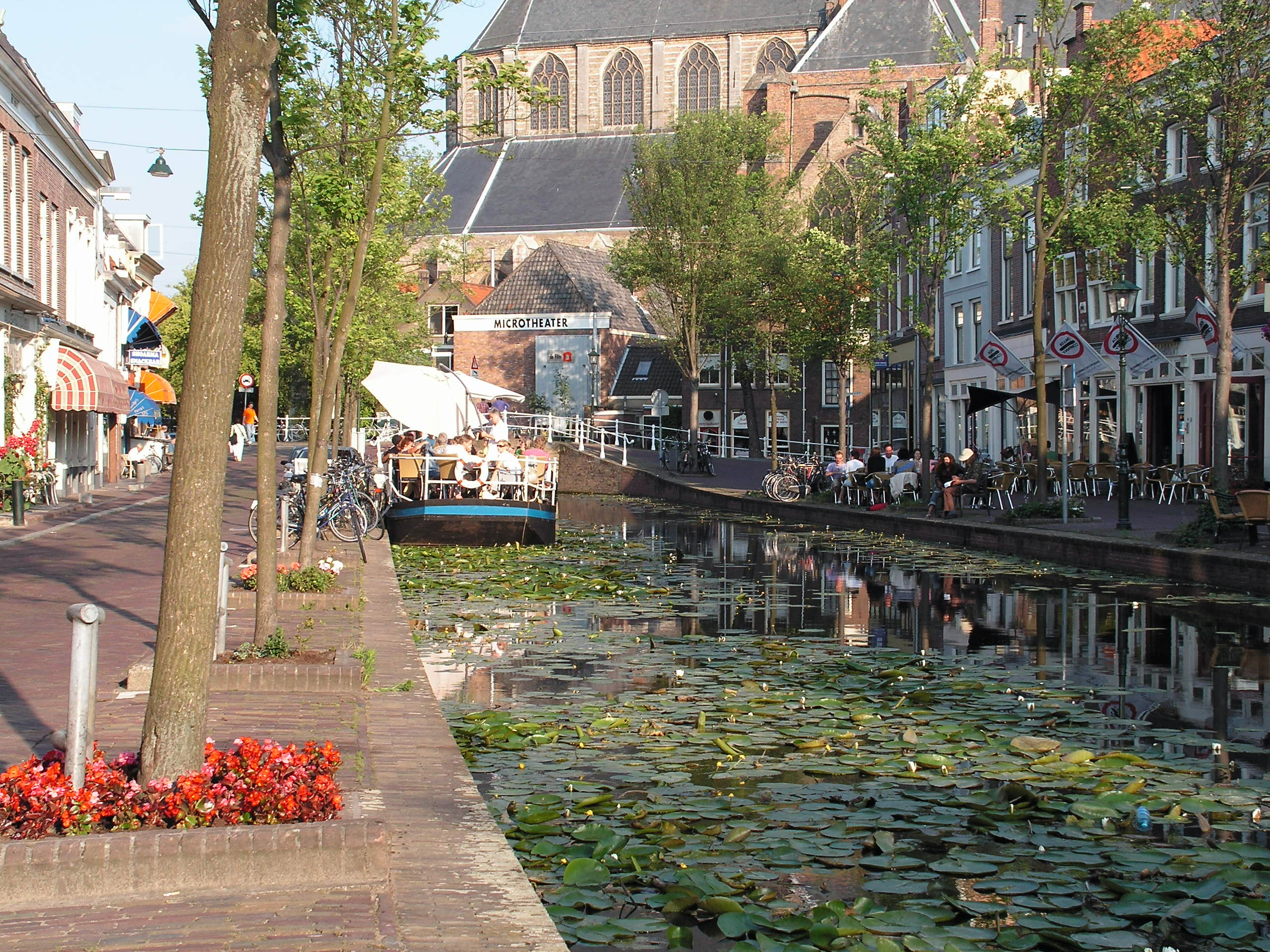
Tipikus delfti látkép
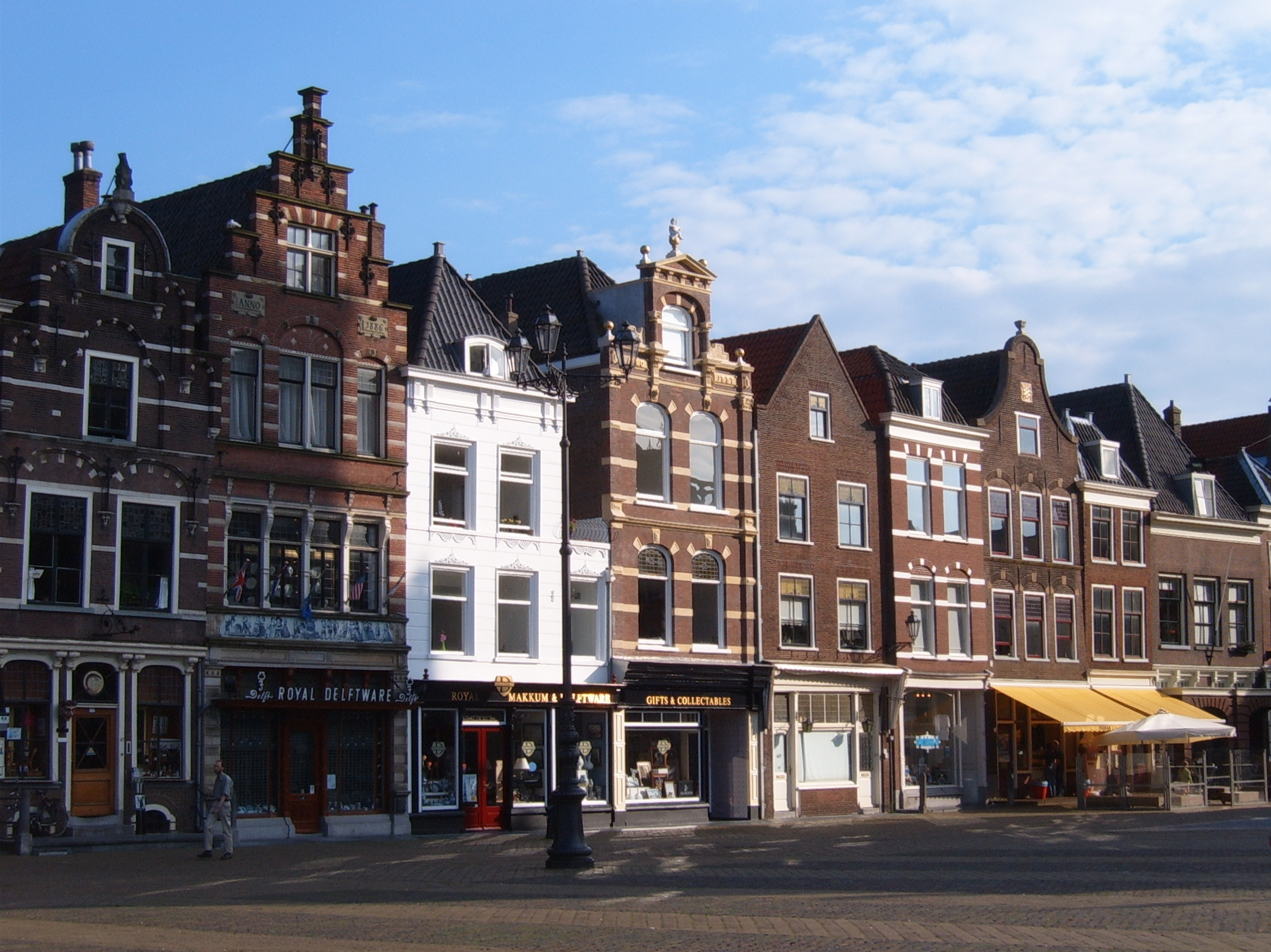
Tipikus delfti házak a piactéren
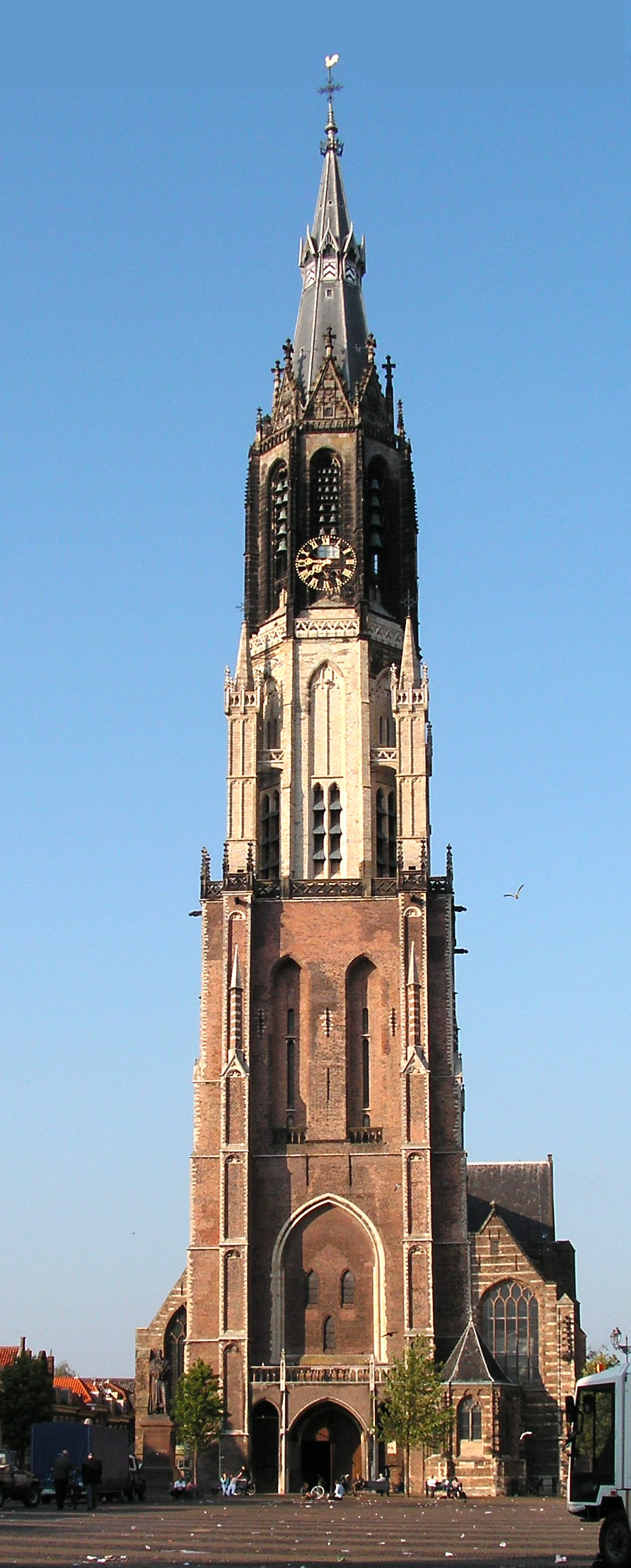
Az Újtemplom
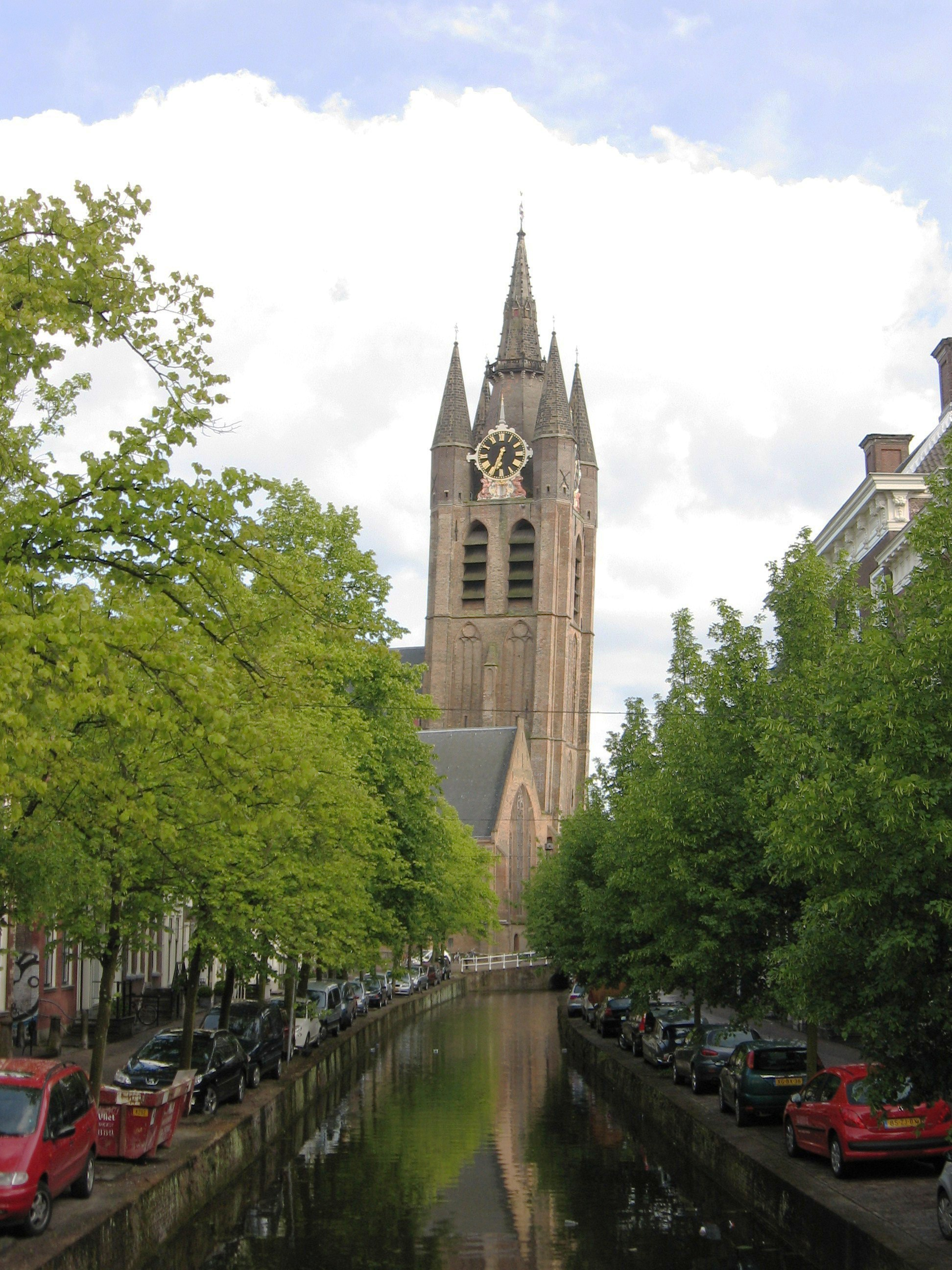
A régi templom
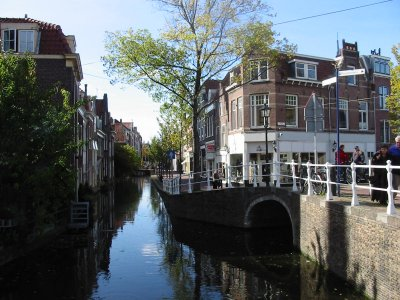
Delfti csatorna
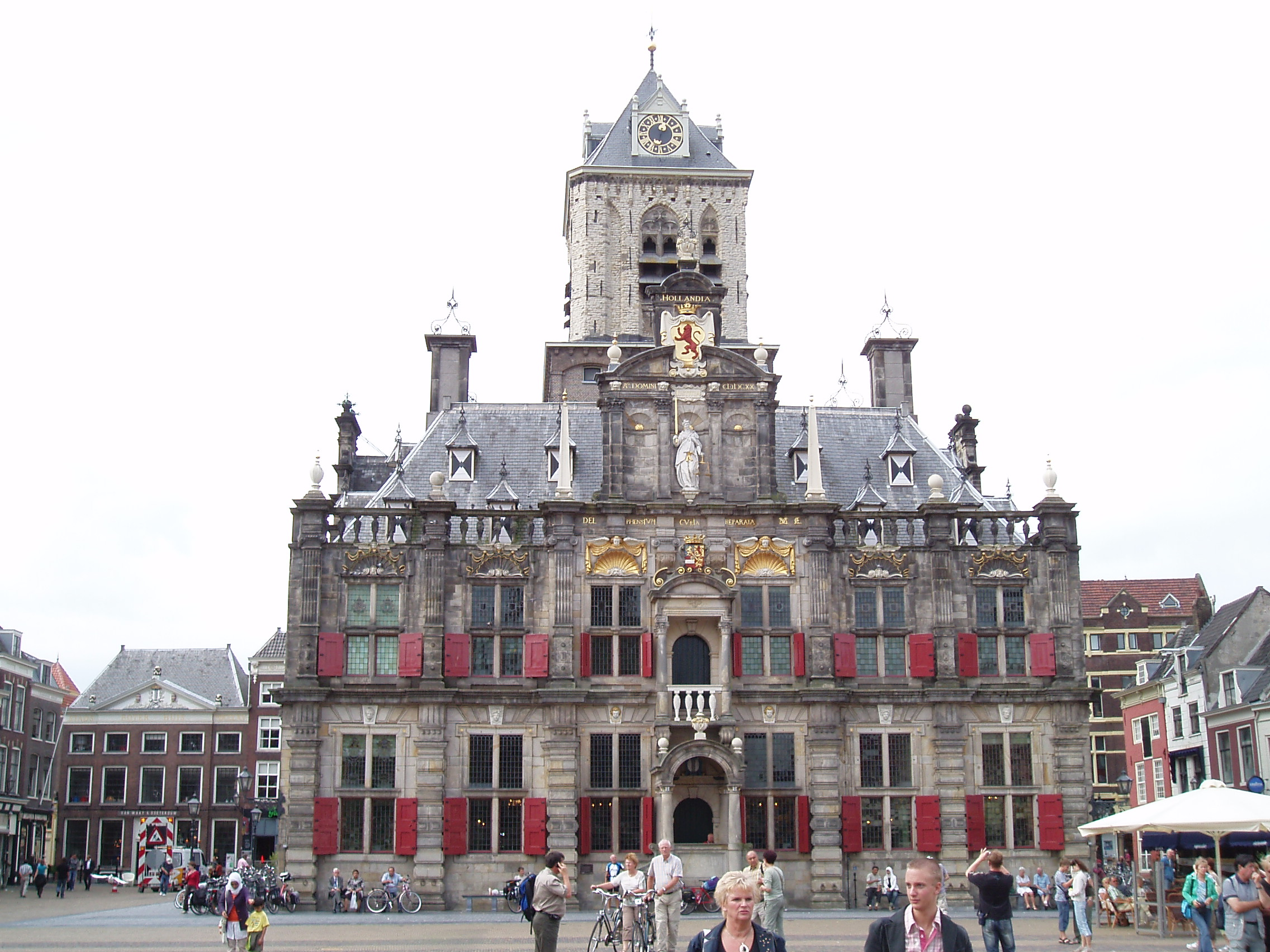
Városháza
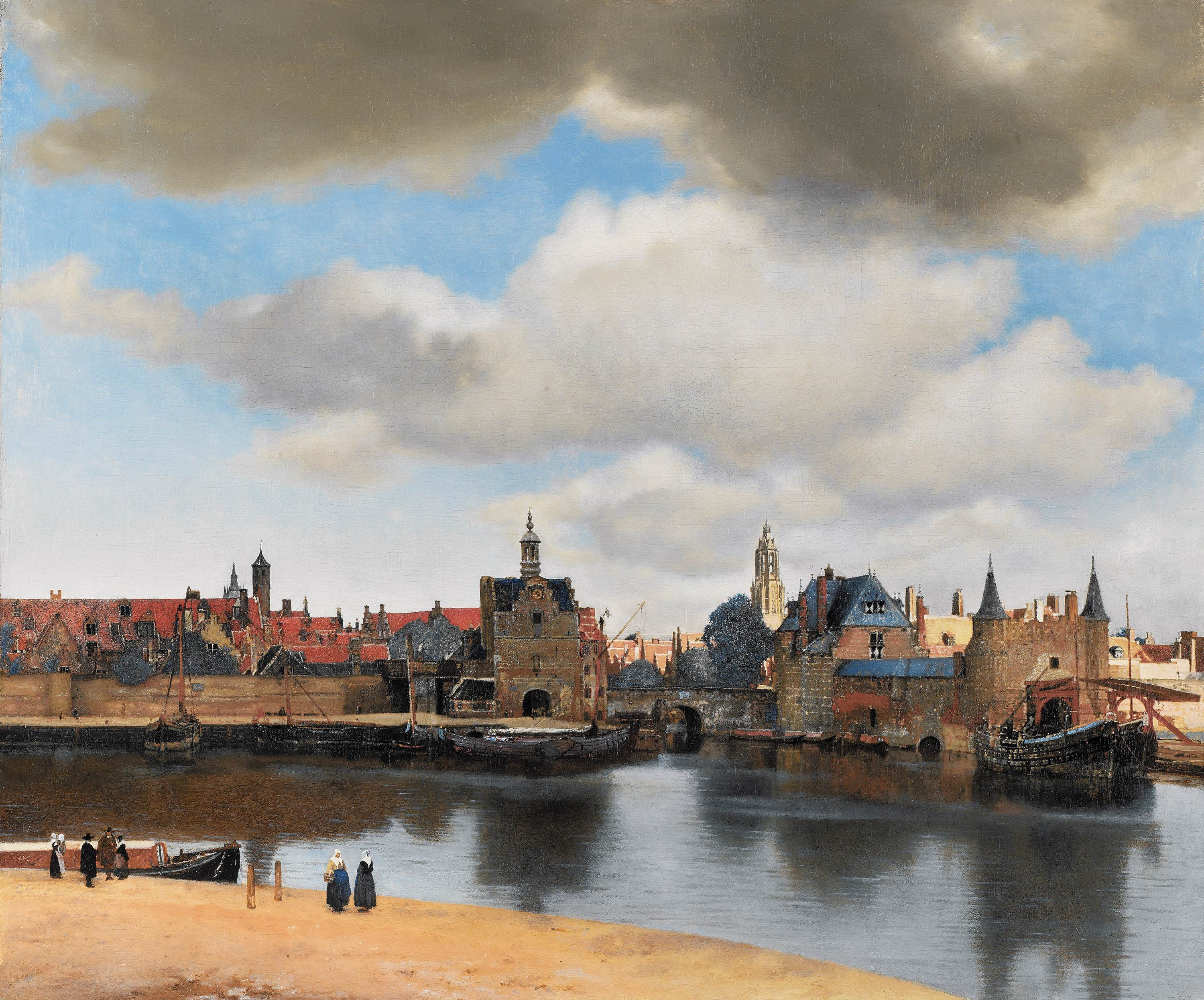
Delft látképe (Vermeer képe)
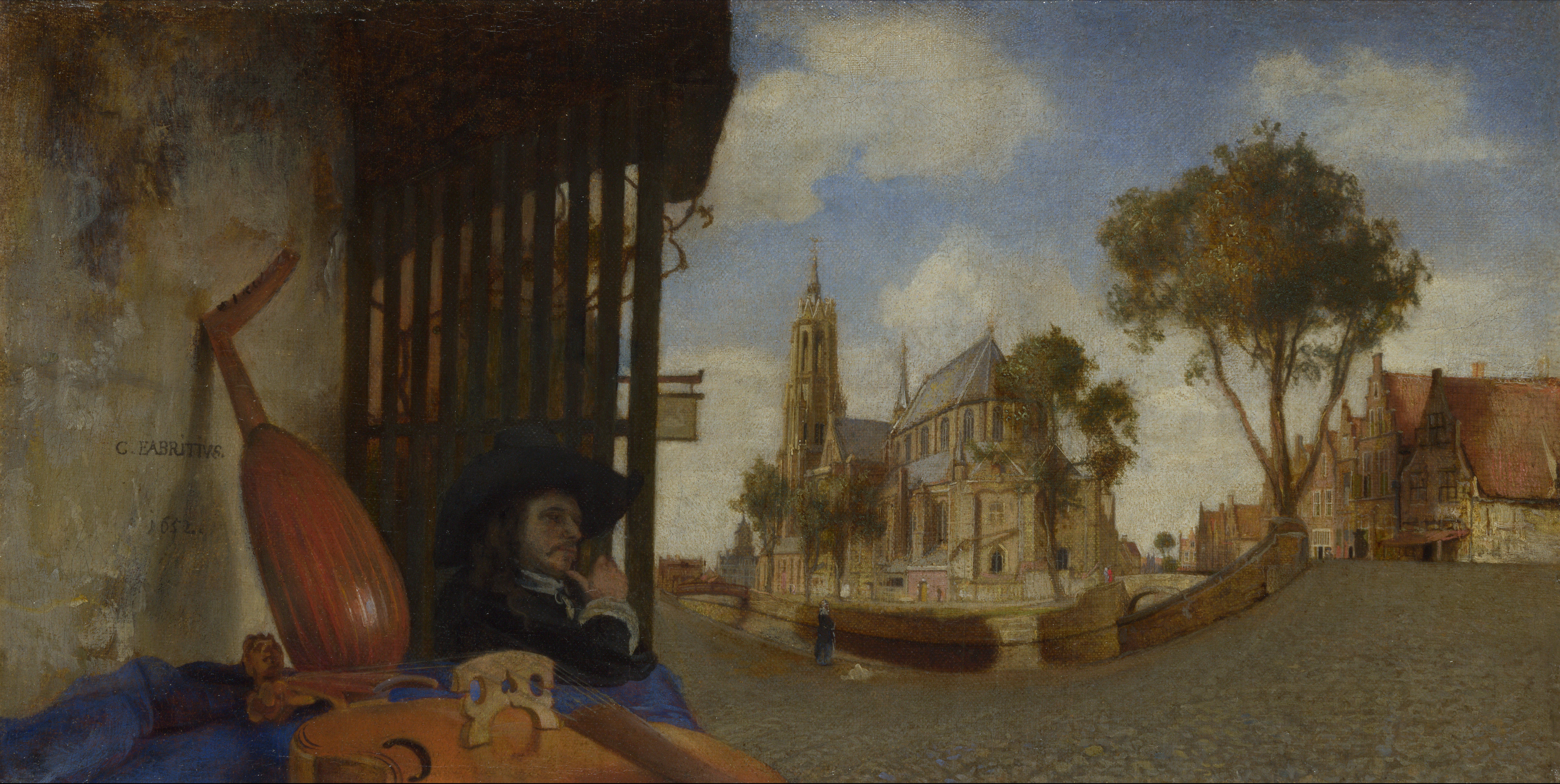
Delft látképe (Carel Fabritius képe)
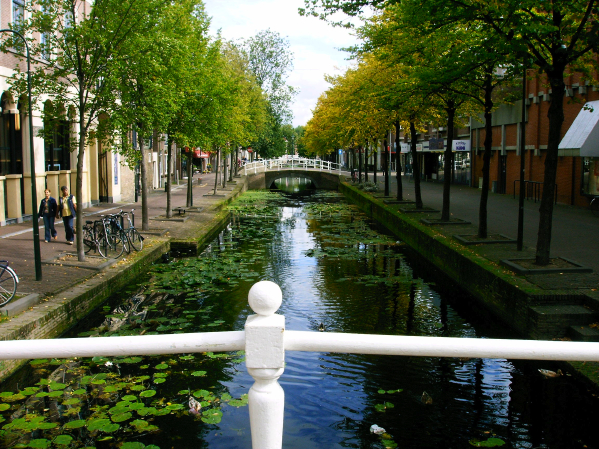
Delfti csatorna (Molslaan)
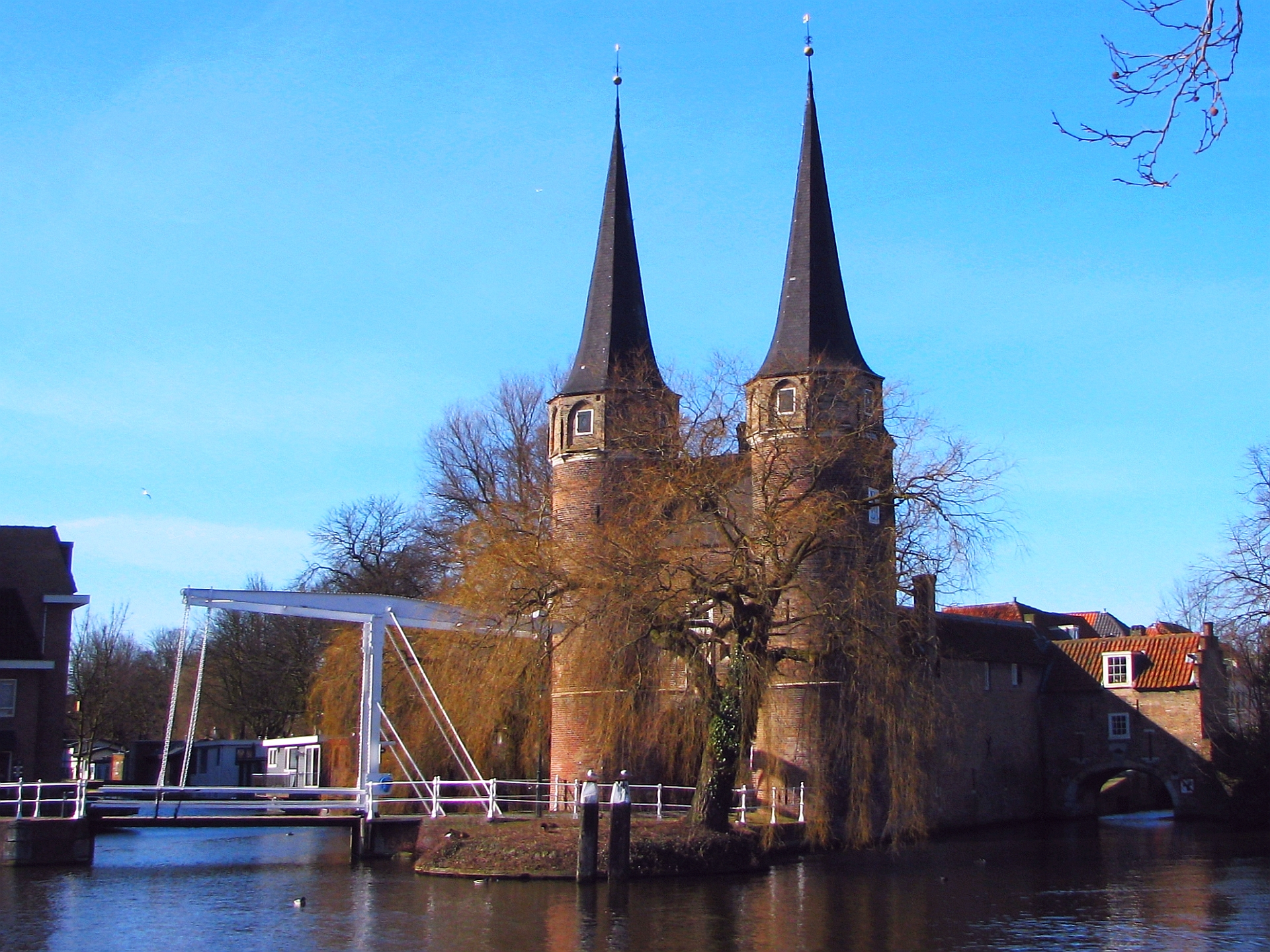
Delft–Oostport

## Neves delftiek

### Delftben születtek
- Michiel Jansz van Mierevelt (1567–1641), festő
- Hugo Grotius (1583–1645), ügyvéd, a modern nemzetközi jog előfutára
- Martin van den Hove (1605–1639), asztronómus, matematikus
- Hendrick Cornelisz. van Vliet (1611/1612–1675), festő
- Anton van Leeuwenhoek (1632–1723), a mikrobiológia atyja, a mikroszkóp feltalálója
- Jan Vermeer van Delft (1632–1675), festő
- Leonaert Bramer (1596–1674), festő
- Julian Jenner (1984–), labdarúgó
- Michaëlla Krajicek (1989–), teniszező
- Arantxa Rus (1990–), teniszező

### Delfthez kötődők
- Jan Timman, sakkozó
- Ken Monkou, labdarúgó
- Ferrie Bodde, labdarúgó